# 堂本烈
堂本 烈（どうもと れつ）は、日本の小説家。

## 経歴・人物
主に成人向けの小説を手がける。

## 著作リスト

### 小説
- 『姉と弟恥肛禁姦』（二見書房〈二見文庫〉）1999年2月 ISBN 9784576990224
- 『禁悦姉弟と肛姦兄妹』（二見書房〈二見文庫〉）1999年11月 ISBN 9784576992105
- 『姉の恥唇・妹の乳頭』（二見書房〈二見文庫〉）2000年5月 ISBN 9784576005829
- 『ただいま淫交レッスン中!』（二見書房〈マドンナメイト文庫〉）2004年1月 ISBN 9784576040073
- 『身も心も』（徳間書店〈徳間文庫〉）2004年3月 ISBN 9784198920364
- 『ただいま淫交レッスン中! 2巻 アイドル水泳大会編』（二見書房〈マドンナメイト文庫〉）2004年5月 ISBN 9784576040899
- 『ただいま淫交レッスン中！ 3巻 女子寮潜入編』（二見書房〈マドンナメイト文庫〉）2004年9月 ISBN 9784576041759
- 『いもうとウエイトレス』（フランス書院〈美少女文庫〉） 2005年6月 ISBN 9784829657539
- 『母娘』（二見書房〈二見文庫〉）2006年11月 ISBN 9784576061924
- 『お姉さまたちの社員寮』（二見書房〈二見文庫 〉）2009年7月 ISBN 9784576091143
- 『初めての・・・』（二見書房〈二見文庫 〉） 2010年1月 ISBN 9784576100111